# ゴールデン・ゲート・ブリッジ

2がゴールデン・ゲート・ブリッジ

ゴールデン・ゲート・ブリッジ（英: Golden Gate Bridge）、金門橋（きんもんきょう）は、アメリカ西海岸のサンフランシスコ湾と太平洋を接続するゴールデンゲート海峡に架かる吊橋。
主塔の間の長さ（中央径間、支間）が1280メートル、全長2737メートル。主塔の高さは水面から227メートル。
橋の建設は1933年に始まり、1937年に完成した。1964年にニューヨークのヴェラザノ・ナローズ橋が完成するまでスパン世界一の吊橋であった他、スパン世界一であった期間が記録に残っている中で最も長かった（27年）橋でもある。建設費は2700万ドル、当時のレートで戦艦長門が2隻買える金額である。

## 建設
この橋の建設で主要な役割を果たしたのは、 ジョゼフ・シュトラウスである。彼はそれまでに小規模ながら400本以上の可動橋の建設に携わってきた人物である。最初に彼が提案した案は大きな片持トラス桁を使うものであった。ほか、関わった重要人物としては、アールデコ調のデザインと色彩を決めた、アーヴィング・モロー、数学的検証を共同で行ったチャールズ・アルトン・エリス、レオン・モイセイフなどである。モローの意見により自然との調和と霧の多いこの地域での視認性を考慮してインターナショナルオレンジという鮮やかな朱色（緊急事態を表す色〈Safety orange〉でもある）が選ばれた。

## 利用
橋は南のサンフランシスコから北のマリン郡方面へ抜ける唯一の道であり、6車線の道路と歩道を持つ。中央分離帯は、上り下りの交通量によって移動するしくみで、朝の通勤時間帯であれば南行きが4車線となる。歩道は自転車の通行も可能で、通常時は東側が歩行者用、西側が自転車用の道路となる。通行料は、南行き（サンフランシスコ方面）の自動車は通行料を要し、2013年当時、ファストラック払いの場合、6.00USドル、ETC払いの場合は、5.00USドルとなっていたが、2016年現在は7.25USドルである。

## 自殺者とその対策
サンフランシスコの主要な観光名所ではあるが、同時に自殺の名所にもなっている（2006年に製作された映画「ブリッジ」はこれをテーマにしたもの）。1993年にはファッションブランド・ヴィクトリアズ・シークレット創業者であるロイ・レイモンドも自殺している。2014年時点で、1,653名もの人がこの橋から飛び降りている。この人数は、飛び降りたところを目撃され、遺体が回収されたケースのみの数であり、世界一飛び降り自殺の多い建造物である。水面から約67メートルもあるため終末速度は130キロメートル毎時にもなり、落水事故972名中 生存者はわずか19名であり、死亡率は実に98 %にもなる。その対策のため2005年から防護柵を設ける提案がなされているが、4000万から5000万ドルにもなる費用や、景観を損ねるであろうこと、大型の防護柵を設置したことによる暴風の影響などの観点から反対意見も少なくなく、2008年時点で実現には至っていなかった。その時点での対策としては、自殺中止を呼び掛けるホットラインのポスターの掲示や、スタッフによるパトロール、夜間における歩行者の通行禁止などである。橋の管理者らが2014年にネットの設置を決定。費用面などで反対の声があがり、作業は遅れていたが、2024年1月にようやく完成した。橋の両端にステンレス製のネットが設置された。柔らかいネットではないため、落下した場合、命を落とすのを防ぐことができても、重傷を負う可能性が高い。橋を管轄する担当者の話として伝えたところによると、ネットが一部設置されていた2023年の自殺者数は、例年の30人程度から14人に減った。ネットから救出された人もいる一方で、ネットからさらに海に飛び込んで死亡した人も一部いたという。

## 備考
- メインケーブルが2011年より約3年をかけて改修される予定である[6]。
- 瀬戸大橋と姉妹橋関係を結んでおり、北側出入り口付近に記念碑がある。
- 米国土木学会 (ASCE) によって、20世紀の10大プロジェクト選ぶ「千年間の出来事[7]」の長大橋部門に選定された。これは、20世紀最高の橋と認められたことを意味する[8]。ちなみに、この「千年間の出来事」の他の部門では、水路交通部門でパナマ運河、空港の設計・開発部門で関西国際空港、高層ビル部門ではエンパイア・ステート・ビルディング、鉄道部門では英仏海峡トンネルなどが選定されている。
- 橋は「ゴールデン」の名と異なり「インターナショナルオレンジ」カラーで塗装されているが、名称に「ゴールデン」とついたのは、1846年にジョン・C・フレモントがこの海峡を「ゴールデン・ゲート」と名付けた事に由来する。なお、ゴールドラッシュとは無関係である。
- サンフランシスコ市内の標識などでは「G. G. Bridge」と略されている事がある。
- 麻雀のローカル役に金門橋という役がある。
- シスコシステムズのロゴのモチーフである。
- 環境対策の改善と個体数の回復に伴い、近年橋桁の下には海洋生物が集うようになった。アシカなどのほか、長年この海域から姿を消していたネズミイルカなども復活し、2016年の夏からはザトウクジラも集まるようになった。が、とくにレジャーやマリンスポーツを楽しむ層とクジラの衝突の危険が増えたため、専門家たちは橋上や周辺から、または専用のツアーを利用するなどの形でのホエールウォッチングを推奨している[9][10][11][12][13]。

## 作品への登場
映画・テレビドラマ
- 水爆と深海の怪物（1955年、米映画）
- めまい（1958年、米映画）
- ふりむけば愛（1978年、日本映画）
- 007/美しき獲物たち(1985年、英・米映画)

・フルハウス（1987年、米ドラマ）
- ザ・コア（2003年、米映画）
- ブリッジ（2006年、米映画）
- X-MEN:ファイナル ディシジョン（2006年、米映画）
- モンスターVSエイリアン（2009年、米映画）
- ターミネーター4（2009年、米映画）
- メガ・シャークVSジャイアント・オクトパス（2009年、米映画）
- 猿の惑星: 創世記（2011年、米映画）
- パシフィック・リム（2013年、米映画）
- GODZILLA ゴジラ（2014年、米映画）
- 猿の惑星: 新世紀（2014年、米映画）
- ターミネーター:新起動/ジェニシス（2015年、米映画）
- カリフォルニア・ダウン（2015年、米映画）
- 高い城の男（2015年、米テレビドラマ）
- バンブルビー（2018年、米映画）

ゲーム
- スーパーランナバウト - ゲーム内で再現され、走ることができる。
- ヴァンキッシュ - 序盤のストーリーで、テロ攻撃により崩落する。
- ドライバー：サンフランシスコ - ゲーム内で再現され、走ることができる。
- ザ クルー／ザ クルー2 - ゲーム内で再現され、走ることができる。
- コール オブ デューティ アドバンスド・ウォーフェア - ストーリーの舞台となる章があり、橋上での激しい戦闘の末に崩落する。
- ウォッチドッグス2 - ゲーム内で再現され、渡ることができる。
- Marvel's Avengers - 冒頭ストーリーの舞台となり、橋上で戦いが展開される。
- American Truck Simulator - ゲーム内で1/19で再現され、渡ることができる。
- ASPHALT 3D:NITRO RACING - ゲーム内で再現され、渡ることができる。
- HOMEFRONT - オープニングにて大朝鮮連邦（GKR）のサンフランシスコ侵攻の映像に登場するほか、終盤では米軍とGKRが衝突する舞台となる。

小説
- 宇宙戦争1941 - 火星人の陸上兵器トライポッドの攻撃で崩落する。